# Charles Christie (militare)
Charles Christie (... – Aslanduz, 1812) è stato un militare britannico.
Membro della prima missione militare britannica in Persia, fu ucciso in azione nella battaglia di Aslanduz, mentre prestava servizio nell'esercito persiano durante la guerra russo-persiana del 1804-1813.

## Biografia
Charles Christie era il figlio di James Christie, il fondatore della casa d'aste Christie's. Nel 1810 Christie, allora capitano nel Royal Bombay Fusiliers (103º Reggimento di fanteria), e il tenente Henry Pottinger ricevettero da Sir John Malcolm l'ordine di esplorare le vie che collegavano Bombay con le regioni del Makran, del Belucistan e del Sistan. Si pensava che in questi territori esistesse un percorso attraverso il quale un esercito europeo avrebbe potuto invadere l'India. Christie e Pottinger si travestirono da commercianti di cavalli e viaggiarono verso nord, dalla costa del Makran fino a Nushki, dove si separarono nel marzo del 1810. Christie si spostò a nord attraverso il Sistan fino a Herat e poi attraverso il deserto dell'Iran centrale fino a Yazd e Esfahan. Al resoconto della spedizione scritto da Pottinger è allegato un manoscritto del diario di viaggio di Christie che ha fornito le prime informazioni affidabili su questi territori.
Su richiesta di Harford Jones, l'inviato britannico in Persia, Christie e alcuni altri ufficiali britannici prestarono servizio nell'esercito persiano, costituendo così il nucleo della missione militare prevista dal trattato preliminare di amicizia e alleanza che Jones aveva negoziato con lo shah Fath-Ali Shah Qajar il 17 giugno 1809.
Christie era stato incaricato di addestrare la fanteria persiana (sarbaz) ed era diventato il comandante del Reggimento Shaqaqi, uno dei dodici nuovi reggimenti dello Nezam-e Jadid, stanziato nella provincia dell'Azerbaigian iraniano. 
Christie combatté dalla parte persiana contro l'Impero russo durante la guerra russo-persiana del 1804-1813. Nel 1812 Regno Unito e la Russia si riconciliarono, il che comportò il ritiro del sostegno militare britannico alla Persia. Su richiesta del principe ereditario Abbas Mirza, comandante dell'esercito persiano, Christie, altri due ufficiali britannici (Henry Lindsay e William Monteith) e tredici sergenti furono autorizzati a rimanere in servizio in Persia. Christie e Lindsay parteciparono alla battaglia di Sultanabad (13 febbraio 1812), che si concluse con una vittoria persiana. Durante la battaglia, Christie e Lindsay si sarebbero lanciati nel vivo dei combattimenti, guadagnandosi così l'ammirazione dei persiani e dimostrando che non si sarebbero astenuti dall'attaccare i loro correligionari cristiani. Entrambi parteciparono anche alla successiva battaglia di Aslanduz (31 ottobre-1º novembre 1812), che si risolse in una vittoria russa. Durante la battaglia Christie, pur colpito al collo, avrebbe ucciso sei soldati russi prima di essere ucciso a sua volta. John Cormick, medico di Abbas Mirza, trovò i resti di Christie e li seppellì vicino al luogo in cui era stato ucciso.